# Hippopsis mourai
Hippopsis mourai là một loài bọ cánh cứng trong họ Cerambycidae.